# Lachlan fold belt
La Lachlan fold belt est une région géologique du sud-est de l'Australie correspondant approximativement au sud-est de la Nouvelle-Galles du Sud et à la majeure partie de l'État de Victoria.
D'une superficie d'environ 300 000 km2, cette région a été le siège d'une intense activité volcanique au Silurien et au Devonien ainsi qu'au Carbonifère pour le nord-est de la région. C'est donc une région formée de roches volcaniques et de roches granitiques.